# Tephritis labecula
Tephritis labecula
 es una especie de insecto díptero que Foote describió científicamente por primera vez en el año 1959.
Esta especie pertenece al género Tephritis de la familia Tephritidae.